# 1924
1924. је била преступна година.

## Догађаји

### Јануар
- 3. јануар — Енглески египтолог Хауард Картер у Долини краљева у близини Луксора у Египту нашао саркофаг фараона Тутанкамона.
- 25. јануар — У француском граду Шамонију отворене су прве зимске Олимпијске игре.
- 27. јануар — Римски споразум

### Март
- 3. март — Народна скупштина у Анкари укинула муслимански калифат и протерала из земље калифа Абдулмеџида II и његову породицу.
- 3. март — Краљевина Италија је анектирала Слободну Државу Ријеку.
- 25. март — У Грчкој је са престола збачен краљ Ђорђе II Грчки, а Грчка је проглашена републиком.

### Април
- 1. април — Немачки суд је осудио Адолфа Хитлера на пет година затвора због покушаја Пивничког пуча.

### Јун
- 2. јун — Амерички Конгрес признао је држављанство Индијанцима, староседеоцима на територији на којој су створене САД.

### Децембар
- 20. децембар — Адолф Хитлер је пуштен из затвора Ландсберг.

### Датум непознат
- Википедија:Непознат датум — Михајло Пупин добио Пулицерову награду за своје аутобиографско дело From immigrant to inventor.

## Рођења

### Јануар
- 21. јануар — Бени Хил, енглески комичар, глумац и певач (прем. 1992)
- 29. јануар — Дороти Малон, америчка глумица (прем. 2018)

### Фебруар
- 3. фебруар — Војо Станић, црногорски сликар и вајар (прем. 2024)
- 19. фебруар — Ли Марвин, амерички глумац (прем. 1987)

### Март
- 18. март — Војислав Симић, српски музичар, композитор и диригент
- 25. март — Мачико Кјо, јапанска глумица (прем. 2019)

### Април
- 1. април — Миодраг Петровић Чкаља, српски глумац и комичар (прем. 2003)
- 3. април — Марлон Брандо, амерички глумац и редитељ (прем. 2004)

### Мај
- 6. мај — Пуриша Ђорђевић, српски редитељ и сценариста (прем. 2022)
- 22. мај — Шарл Азнавур, француско-јерменски певач, глумац и дипломата (прем. 2018)

### Јун
- 12. јун — Џорџ Х. В. Буш, амерички политичар и дипломата, 41. председник САД (прем. 2018)
- 18. јун — Џорџ Мајкан, амерички кошаркаш и кошаркашки тренер (прем. 2005)
- 25. јун — Сидни Лумет, амерички редитељ, продуцент и сценариста (прем. 2011)

### Јул
- 4. јул — Ева Мари Сејнт, америчка глумица
- 15. јул — Петар Словенски, српски глумац, редитељ и радијски водитељ (прем. 2002)
- 21. јул — Дон Нотс, амерички глумац и комичар (прем. 2006)
- 21. јул — Славко Симић, српски глумац (прем. 2007)

### Август
- 14. август — Драго Маловић, црногорски глумац (прем. 2014)

### Септембар
- 16. септембар — Лорен Бакол, америчка глумица (прем. 2014)
- 28. септембар — Марчело Мастројани, италијански глумац (прем. 1996)

### Октобар
- 1. октобар — Џими Картер, амерички политичар, 39. председник САД (прем. 2024)

### Новембар
- 19. новембар — Вилијам Расел, британски глумац. (прем. 2024)
- 22. новембар — Џералдина Пејџ, америчка глумица (прем. 1987)

### Децембар
- 25. децембар — Род Серлинг, амерички сценариста, продуцент и наратор, најпознатији као креатор серијала Зона сумрака (прем. 1975)

## Смрти

### Јануар
- 21. јануар — Владимир Лењин, руски револуционар, политичар и писац (* 1870)

### Фебруар
- 2. фебруар — Алекса Шантић, српски песник (* 1868)
- 3. фебруар — Вудро Вилсон, 28. председник САД (* 1856)

### Март
- 26. март — Едуард Херцог, први старокатолички бискуп Швајцарске (* 1841)

### Јун
- 3. јун — Франц Кафка, чешки књижевник

### Август
- 3. август — Џозеф Конрад, енглески књижевник пољског порекла (* 1857)

### Новембар
- 21. новембар — Флоренс Хардинг, прва дама САД, супруга председника Ворена Хардинга (*1860)
- 29. новембар — Ђакомо Пучини, италијански композитор (* 1858)

## Нобелове награде
- Физика — Карл Мане Георг Зигбан
- Хемија — Награда није додељена
- Медицина — Вилем Ајнтховен
- Књижевност — Владислав Рејмонт
- Мир — Награда није додељена
- Економија — Награда у овој области почела је да се додељује 1969. године